# 국제 아일랜드 게임 협회
국제 아일랜드 게임 협회(International Island Games Association)는 여러 유럽 섬과 기타 나라(8개국 24개 회원)의 팀 간의 친선 격년 종합 스포츠 대회인 아일랜드 게임(Island Games)의 조직 기관이다. IIGA는 회원 협회 및 게임 스폰서와 연락을 취하며, 가입을 원하는 곳이 회원 기준에 맞는지 여부를 조사하는 역할을 한다.

## 회원
IIGA는 1985년 맨 섬에서 설립되었다. 회원들은 (덴마크, 에스토니아, 핀란드, 몰타, 노르웨이, 스페인, 스웨덴 및 영국)에 위치한 섬이다. 현재 IIGA의 24개 회원은 다음과 같다.
| - 올란드 제도 - 올더니섬 - 버뮤다 - 케이맨 제도 - 포클랜드 제도 - 페로 제도 | - 프뢰위아 - 지브롤터 - 고틀란드 - 고조 - 그린란드 - 건지섬 | - 히트라 - 맨섬 - 와이트섬 - 저지섬 - 틀:나라자료 메노르크 - 오크니 제도 | - 틀:나라자료 사레주 - 세인트헬레나 - 사크섬 - 셰틀랜드 제도 - 아우터헤브리디스 - 앵글시 |

지브롤터는 이베리아반도로 섬이 아닌 IIGA의 유일한 회원이다. IIGA의 이전 회원으로는 아이슬란드와 몰타, 프린스 에드워드 아일랜드, 로즈가 있다.

## 참가 규정
IIGA는 인구가 125,000명 미만인 섬으로 신규 회원 신청을 제한하고 있다. 또한 섬이 적절히 경쟁할 수 있는 IIGA 프로그램에서 적어도 두 가지 스포츠의 치리회 조직의 지역 협회가 있어야 한다.